# Planelles de Prullans
Les Planelles de Prullans són unes petites planes de muntanya del terme municipal de Tremp, dins de l'antic terme de Fígols de Tremp, al Pallars Jussà.
Estan situats en el sector més occidental del terme municipal, a tocar del Pont de Montanyana. Són al nord-est de la carretera C-1311, en el seu punt quilomètric número 2, al vessant sud-occidental del Tossal de Prullans, al nord-est dels Plans de Costa, a la dreta del barranc de Prullans.